# Reserva Forestal San Bernardino
La Reserva Forestal San Bernardino fue establecida por la General Land Office en California el 25 de febrero de 1893, con 737,280 acres (2,983.7 km²), concretamente en la Sierra de San Bernardino. Tras la transferencia de bosques federales al Servicio de Bosques de los EE.UU en 1905, se convirtió en un Bosque Nacional el 4 de marzo de 1907. El 1 de julio de 1908 el bosque entero fue unido al Bosque Nacional de San Gabriel y al Bosque Nacional de Santa Bárbara para crear el Bosque Nacional de Ángeles, por lo que su viejo nombre cesó de existir. El 30 de septiembre de 1925, el Bosque Nacional San Bernardino fue restablecido con partes del Ángeles y el Bosque Nacional Cleveland.
La Reserva era la cuarta establecida en el estado y fue creada el mismo día que la Reserva Trabuco Canyon. Y, al igual que las demás, el propósito de la Reserva Bernardino era el de proteger cuencas y recursos de agua. Estaba bordeado por la Reserva San Gabriel por el este en Puerto del Cajón y se extendía desde las Montañas de San Bernardino Montañas hasta el Desierto de Mojave.